# منتخب فرنسا لكرة اليد للناشئين
منتخب فرنسا لكرة اليد للناشئين (بالفرنسية: Équipe de France junior masculine de handball)‏ هو ممثل فرنسا الرسمي في المنافسات الدولية في كرة اليد للناشئين
.